# Nyaruhengeri
Nyaruhengeri je rwandská vesnice, nacházející se v regionu Prefecture de Butare. Nachází se přibližně 140 kilometrů od hlavního města Kigali. Vesnice je rodištěm známé rwandské premiérky Agathy Uwilingiyimana, která se stala jednou z prvních obětí rwandské genocidy spolu se svým manželem a ochrankou, složenou z belgických vojáků OSN.